# Teofipol (huyện)
Huyện Teofipol (tiếng Ukraina: Теофіпольський район, chuyển tự: Teofipols’kyi raion) là một huyện của tỉnh Khmelnytskyi thuộc Ukraina. Huyện Teofipol có diện tích 716 kilômét vuông, dân số theo điều tra dân số ngày 5 tháng 12 năm 2001 là 32263 người với mật độ 45 người/km2. Trung tâm huyện nằm ở Teofipol.